# Le Piège de l'orgueil
Le Piège de l'orgueil (en arménien : Որոգայթ փառաց) est un projet de constitution pour une future république d'Arménie, daté de 1773, souvent considéré comme un des plus vieux projets explicites connus de constitution républicaine au monde.

## Présentation
Daté de 1773 et signé par Hakob Chahamirian, Le Piège de l'orgueil a été complété entre 1773 et 1788 par Chahamir et Hakob Chahamirian (le père et le fils), deux commerçants érudits de la colonie arménienne de Madras (sud-est de l'Inde).
La législation proposée encadre l'autonomie et la liberté du peuple arménien au sein d'un État-nation républicain (qui ne naîtra qu'en 1918) et accorde une place significative à l'égalité hommes-femmes. Elle est inspirée des écrits de plusieurs penseurs européens, notamment John Locke et Jean-Jacques Rousseau. Le titre de l'ouvrage est sans doute une référence à la faillibilité humaine chère à Rousseau.
Ce texte du xviiie siècle jouera un rôle de premier plan dans l'essor du nationalisme arménien, et sera popularisé en Arménie après son indépendance en 1991.

## Sens du titre
L'orgueil est conçu par les auteurs comme ce qui pousse chacun à se placer au dessus des lois, et le titre complet de l'ouvrage exprime l'intention des auteurs de créer un dispositif légal complet pour l'empêcher de nuire : « Le piège de l’orgueil destiné à rendre tout acte illégal impossible ». L'image du piège fait référence au langage de la Bible, par exemple à ce verset des psaumes : « Des orgueilleux me tendent un piège et des filets, Ils placent des rets le long du chemin, Ils me dressent des embûches ». Le dispositif des lois doit être pensé de manière si complète qu'il piègera l'orgueil comme dans un filet.

## Contenu
Le plan de l'ouvrage est le suivant (avec la longueur de chaque partie dans la première édition) :
- préambule (4 pages) ;
- première partie : « Les principes du droit » (91 p.) ;
- deuxième partie : « Guide », sous-titré « Organisation de l’Arménie pour le gouvernement du pays » (203 p.) ;
- table des matières (27 p.) ;
- épilogue (3 p.).

La deuxième partie regroupe 468 articles de loi ou règles (parfois des règles de simple bienséance), 50 modèles pour différents actes officiels ou privés, et 3 modèles de tableaux de comptabilité publique. Les articles de loi concernent tous les domaines : droit constitutionnel, droit public, droit civil et pénal. L'ensemble est présenté comme un exercice théorique, d'où son titre de « guide ».
Cette deuxième partie déroute d'abord par son absence de plan logique, par le mélange des différents types de lois et par les nombreuses contradictions qu'elle contient. L'ouvrage apparaît comme le travail de plusieurs auteurs successifs dont les préoccupations sont elles-mêmes en partie contradictoires : d'une part des idées philosophiques qui induisent des articles favorables à la liberté religieuse ou à l'égalité homme-femme, d'autre part des préoccupations de défense de la communauté arménienne soumise aux pressions de l'islam comme du catholicisme, ce qui conduit à interdire l'apostasie aux Arméniens sous peine de mort et à reconduire des lois perses sur l'héritage où les fils héritent de parts doubles par rapport aux filles. Il est possible en outre que la finalisation et l'impression de l'ouvrage aient été précipitées, et que l'absence de correcteurs capables de relire l'arménien ait aussi laissé subsister nombre d'erreurs typographiques.